# Nightfall in Middle-Earth
Nightfall in Middle-Earth (deutsch „Nachteinbruch in Mittelerde“) ist das sechste Studioalbum der deutschen Metal-Band Blind Guardian. Es entstand im Jahr 1998 in den „Twilight Hall Studios“ in Krefeld, den „Karo Studios“ in Brackel und den „Sweet Silence Studios“ in Kopenhagen und wurde am 24. April 1998 veröffentlicht. Es ist das erste Album Blind Guardians, das auch in den USA veröffentlicht wurde. Nightfall in Middle-Earth erschien auch als Picture-LP.
Durch die Melodien und die Verwendung von Chorparts wird eine epische Atmosphäre erzeugt. Das Konzeptalbum greift musikalisch Erzählungen aus J. R. R. Tolkiens Silmarillion aus der Fantasy-Welt Mittelerde auf. Die zeitliche Erzählung beginnt mit dem Diebstahl der Silmarili und dem Auszug der Noldor (unter Feanor) aus Valinor und endet mit der fünften Schlacht, Nirnaeth Arnoediad, und dem Bruch des Bündnisses zwischen den Menschen und Elben.
Die Abfolge der Lieder wird durch kurze Erzählpassagen wie etwa War of Wrath, The Minstrel oder Face the Truth unterbrochen.
Im Juni 2007 wurde das Album anlässlich des 20-jährigen Bandbestehens von Charlie Bauerfeind digital restauriert („remastered“) und mit dem Bonus-Track Harvest of Sorrow versehen.

## Gastmusiker
- Bass: Oliver Holzwarth
- Keyboard: Mathias Weisner
- Piano: Michael Schuren
- Flöte: Max Zelner
- Erzählpassagen: Norman Eshley, Douglas Fielding
- Chor: Billy King, Rolf Köhler, Olaf Senkbeil, Thomas Hackmann

## Titelliste
1. War of Wrath – 1:50
2. Into the Storm – 4:24
3. Lammoth – 0:28
4. Nightfall – 5:34
5. The Minstrel – 0:32
6. The Curse of Feanor – 5:41
7. Captured – 0:26
8. Blood Tears – 5:23
9. Mirror Mirror – 5:07
10. Face the Truth – 0:24
11. Noldor (Dead Winter Reigns) – 6:51
12. Battle of Sudden Flames – 0:44
13. Time Stands Still (At the Iron Hill) – 4:53
14. The Dark Elf – 0:23
15. Thorn – 6:18
16. The Eldar – 3:39
17. Nom the Wise – 0:33
18. When Sorrow Sang – 4:25
19. Out on the Water – 0:44
20. The Steadfast – 0:21
21. A Dark Passage – 6:01
22. Final Chapter (Thus Ends...) – 0:48
23. Harvest of Sorrow – 3:39 (Bonus-Track auf der 2007 erschienenen Remastered-Version des Albums)[1]